# Wu Lien-teh
Wu Lien-teh (伍连德, 1879-1960) est un médecin chinois né en Malaisie. Il est le premier étudiant en médecine d'origine chinoise de l'université de Cambridge et le premier sino-malaisien nommé pour le prix Nobel de médecine, en 1935.

## Biographie
Né à Penang, l'une des trois villes des établissements des détroits (les autres étant Malacca et Singapour) dans l'empire colonial britannique, son père est un nouvel immigrant originaire de Taishan. La famille de sa mère est aussi originaire de Chine mais elle est issue de la seconde génération d'immigrants en Malaisie. Wu a quatre frères et six sœurs. Il commence son éducation à l'école libre de Penang (en).
Il est admis au Emmanuel College de Cambridge en 1896 après avoir obtenu la bourse de la Reine à Singapour. Il mène ensuite une brillante carrière universitaire, et gagne tous les prix et bourses possibles. Ses années de premier cycle clinique se passent au St Mary's Hospital de Londres.
En 1903, Wu retourne dans les établissements des détroits après avoir terminé ses études de médecine. Néanmoins, il n'y a aucun poste de spécialiste disponible pour lui. Cela est dû, à l'époque, au système médical à deux tiers des colonies britanniques, dans lequel seuls les citoyens britanniques peuvent tenir les plus hauts postes d'officiers ou de spécialistes pleinement qualifiés. Ainsi, Wu passe les quatre premières années de sa carrière médicale à faire des recherches sur le béri-béri, puis il pratique la médecine à titre privé.
Il est très attentif aux questions sociales de l'époque, et fonde l'association anti-opium de Penang, ce qui attire l'attention des puissants marchands du commerce de l'opium. Cela amène à une perquisition de son dispensaire où est découverte une petite quantité d'opium, ce qui est illégal, qu'il a acheté à titre médical pour sevrer ses patients opiomanes. Son procès et le rejet de son appel lui apportent une publicité mondiale, et il reçoit l'invitation du gouvernement chinois de Yuan Shikai à Pékin de devenir vice-directeur de l'école de médecine de l'armée à Tientsin (Tianjin).
Durant l'hiver 1910, Wu Lien-teh reçoit des instructions du ministère chinois des Affaires étrangères de voyager à Harbin en Mandchourie pour enquêter sur une maladie inconnue qui tue 99,9 % des personnes atteintes. Il s'agit du début d'une grande pandémie de peste pneumonique en Mandchourie et en Mongolie qui fit 60 000 victimes. Wu reste dans les mémoires pour avoir demandé de brûler le corps des victimes décédées car la crémation s'est avérée être le seul moyen de mettre fin à l'épidémie.
Wu préside la conférence internationale sur la peste à Mukden (Shenyang) en avril 1911, une réunion historique de scientifiques venus des États-Unis, du Royaume-Uni, de France, d'Allemagne, d'Italie, d'Autriche-Hongrie, des Pays-Bas, de Russie, du Mexique et de Chine. Il présente plus tard un article de recherche sur la peste au congrès international de médecine à Londres en août 1911 qui est publié le même mois dans The Lancet. Wu est le premier président de l'association de médecine de Chine (1916–1920) et dirige le service de quarantaine national (1931–1937).
En 1937, après l'occupation japonaise d'une grande partie de la Chine et le recul des nationalistes, Wu retourne en Malaisie où il travaille comme médecin généraliste à Ipoh. Pour encourager les jeunes à découvrir la lecture, Wu recueille inlassablement des dons pour ouvrir la bibliothèque Perak (l'actuelle bibliothèque Tun Raza) à Ipoh, une bibliothèque publique et gratuite. À son cabinet médical du 12 Brewster Road (actuelle Jalan Sultan Idris Shah), de longues files d'attente sont monnaie courante, car il consulte et traite gratuitement les pauvres. Il pratique la médecine jusqu'à l'âge de 80 ans, lorsqu'il achète une maison à Penang pour se retirer. Il meurt le 21 janvier 1960.
Une rue est nommée en son honneur à Ipoh Garden South, une zone résidentielle située entre le parc Hock Lee et le jardin de l'est. À Penang, une rue privée nommée Taman Wu Lien Teh est située près de l'école libre de Penang.
Wu Lien-teh est considéré comme la première personne à avoir modernisé les services médicaux et les études de médecine de Chine. À l'université de médecine de Harbin (en), des statues en bronze de Wu Lien-teh sont installées en la mémoire de ses contributions à la santé publique, à la médecine préventive et aux études de médecine. En Malaisie, une place située en face de l'école libre de Penang est nommée Taman Wu Lien Teh.